# Varegi

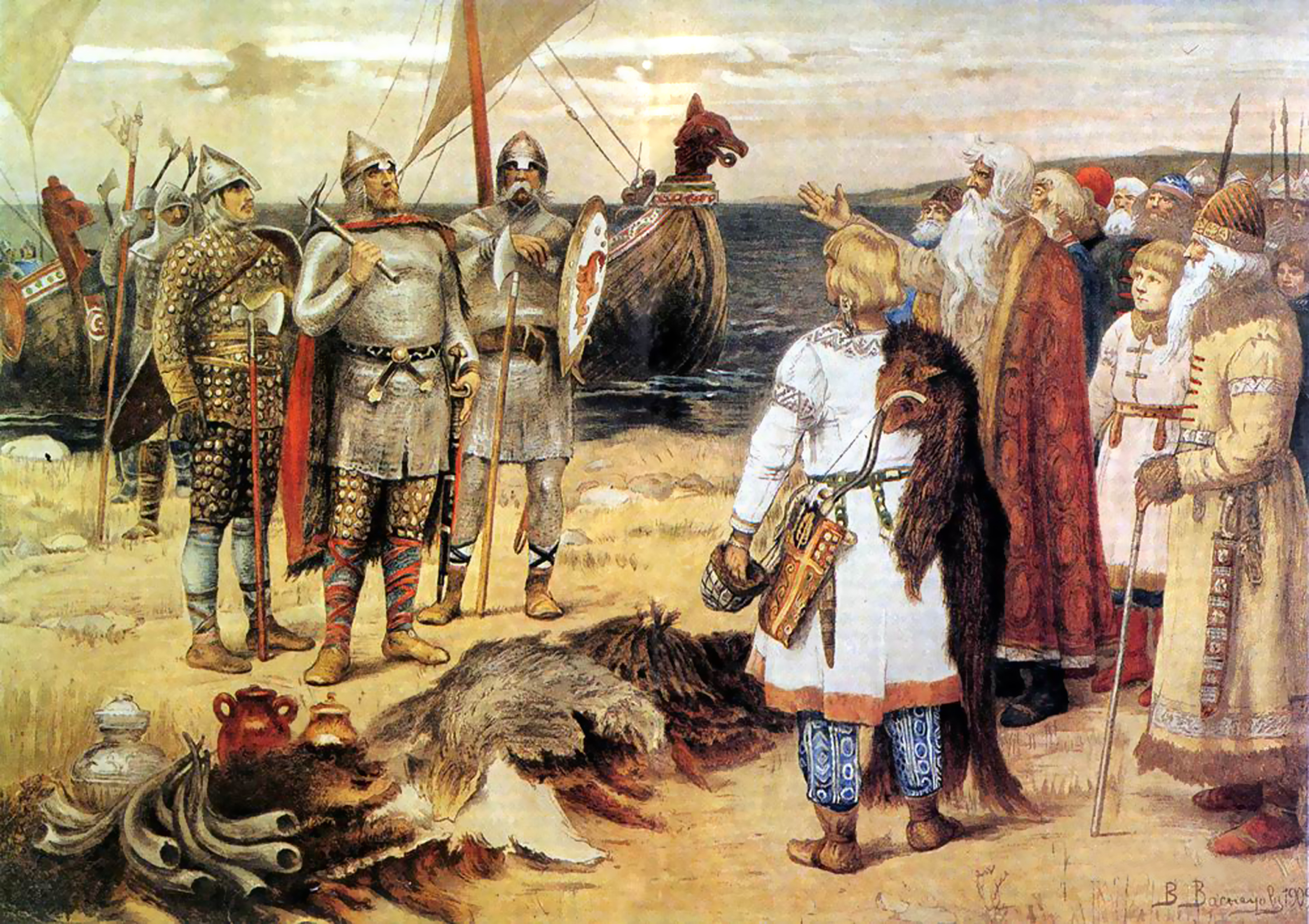
Rurik și frații săi ajunși la Staraya Ladoga, pe țărmul lacului Ladoga

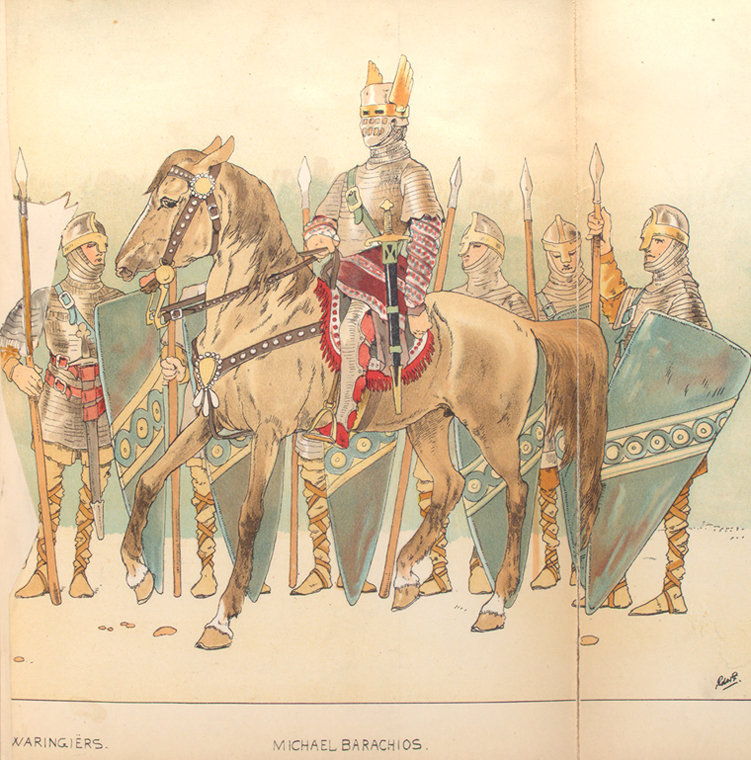
Varegi în Bizanț

Varegi este numele sub care vikingii erau cunoscuți de către greci și slavii de est , care în secolele al IX-lea și al X-lea au migrat pe teritoriul actual al Rusiei, Belarusului și Ucrainei, punând bazele Rusiei Kievene. Au navigat de la nord la sud pe cursurile Prutului, Nistrului, Niprului și  Volgăi atât pentru a face comerț, cât și în expediții de jaf. Au atacat pe mare Constantinopolul, dar nu au reusit să-l cucerească. Au ajuns să facă comerț cu arabii; arheologii au găsit monede arabe în toate localitățile vikingilor.

## Cel mai cunoscut vareg
Cel mai cunoscut vareg a fost Harald Sigurdsson (n. 1015; m. 1066), supranumit mai târziu Harald Hardråde. În 1031 Harald și oamenii săi au ajuns în Rusia Kieveană, unde au slujit ca mercenari în armata lui Iaroslav I. A plecat apoi la Constantinopol, unde a slujit în garda varegă. Harald a luat parte la reprimarea răscoalei lui Petru Deleanu. Ajunge și în Italia de sud ca mercenar al imperiului, unde s-a luptat, sub comanda strategului Georgios Maniakis, cu sarazinii din  Sicilia. A participat la cucerirea  Siracuzei, apoi s-a luptat cu vikingii de apus (normanzii) din sudul Italiei, care s-au ridicat împotriva  Imperiului Roman de Răsărit. În aceste lupte, alături de varegi au luptat și valahii din Balcani, ca ostași ai imperiului.
Harald a fost implicat în numeroase comploturi și a fost acuzat, printre altele, că a furat averea unuia dintre împărații pe care i-a slujit. Deși nu i s-a permis să plece acasă, Harald a reușit să fugă cu o corabie, forțând lanțul cate închidea Cornul de Aur. A ajuns apoi la Kiev, la curtea lui Iaroslav. Iaroslav I (sau Jarizleifr) era fiul unui vareg și a ajuns la putere în Kiev în urma războiului civil cu fratele său, Sviatopolk I, în urma bătăliei de la râul Alta, din anul 1019. În această bătălie, Iaroslav a avut de partea sa varegii, iar Sviatopolk era aliat cu pecenegii și cu "blakumen" - probabil e vorba de români. 
Impresionat de averea câștigată de Harald, Iaroslav întreprinde o expediție de jaf împotriva Constantinopolului, în anul 1043, dar flota sa a fost distrusă cu ușurință de cea imperială. 
Harald s-a întors în Norvegia în 1045, reușind să ajungă rege. A invadat Anglia în 1066 și s-a luptat cu Harold, regele Angliei, la Podul Stamford, unde a fost omorât în luptă. Regele anglo-saxon a fost, de asemenea, omorât la puțin timp după aceea la Hastings, în confruntarea cu normanzii lui William Cuceritorul.

## Contactele varegilor cu românii
Varegii făceau dese incursiuni spre Constantinopol, de comerț sau de pradă, folosind bărci construite dintr-un trunchi de copac și foloseau cursurile râurilor Nipru și Nistru. Constantin Porfirogenetul a menționat că de la gura de vărsare a acestor râuri, varegii navigau numai pe lângă malul mării, făcînd escale la Aspron (Cetatea Albă) și apoi la Sulina, fiind urmăriți îndeaprope de pecenegi. La fiecare escală, varegii debarcau și se păzeau de atacurile pecenegilor. După Sulina mai făceau escale la Conopa (lângă lacul Razelm), Tomis (Constanța) și Varna. De aici rezultă că drumul de la varegi la greci avea escale în Dobrogea actuală.
Varegii au trecut pe teritoriul Dobrogei cu ocazia expedițiilor acestora împotriva  Imperiului Bizantin din anul 968. Din secolul al IX-lea datează  bisericuțele săpate în masivul de cretă de la Basarabi-Murfatlar. Printre inscripțiile și desenele de la Basarabi-Murfatlar se remarcă simboluri, dragoni și nave ale varegilor.
Victor Spinei a scris despre bătălia de la râul Alta (de lângă Kiev) din anul 1019, în care „Blökumenn” și pecenegii au luptat împotriva unei alianțe din care făceau parte și varegii. În interpretarea lui Spinei, care nu este acceptată de toți cercetătorii, termenii scandinavi „Blökumenn” și „Blakumen” era folosit pentru români (vezi și "vlahi"). Despre această confruntare a scris și Florin Curta În accepția lui Spinei și Curta, aceasta a fost singura confruntare dintre români și varegi rămasă în documente.

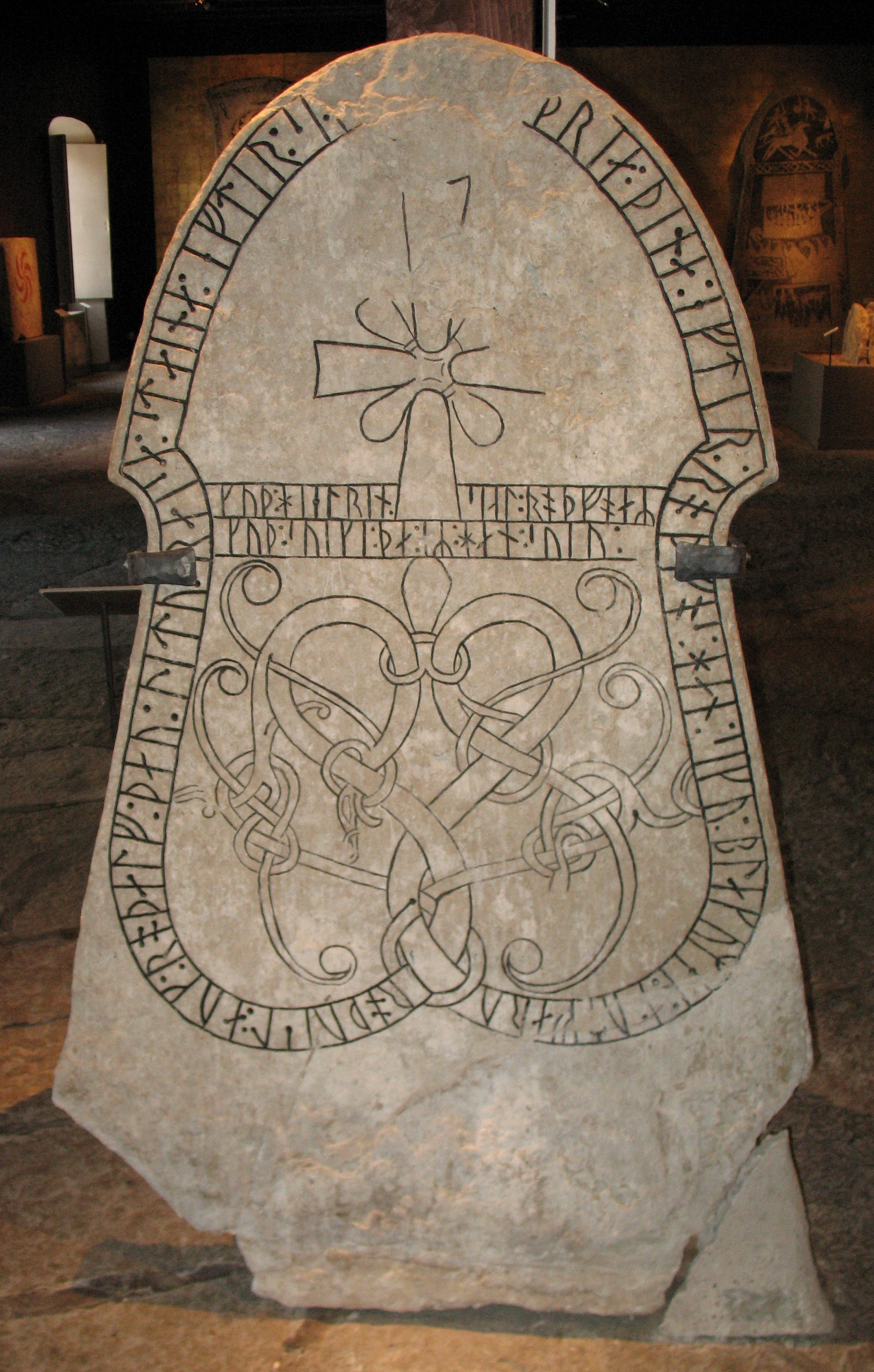
Piatra cu inscripție runică din secolul al XI-lea în care sunt menționați românii ("blakumen")

Pe o piatră comemorativă din localitatea Sjonhem de pe insula suedeză Gotland, datând din secolul al XI-lea, se pomenește că varegul Rodfos, probabil o căpetenie vikingă, a fost omorât de ”blakumen în timpul călătoriei în străinătate”. Cel mai probabil, evenimentul a avut loc la răsărit de Carpați pe drumul de-a lungul Nistrului, din zona varegă către Grecia.
În anul 1025,  strategul bizantin Boioannes a primit ordinul de a se pregăti pentru  recucerirea Siciliei. Campania era gândită și coordonată de împăratul Vasile al II-lea. Împăratul strânge armata imperiului și o trimite în Italia. Din această armată multinațională mai făceau parte și vlahii balcanici și varegii. Participarea vlahilor și a varegilor în campanie este semnalată în cronica "Anales Lupi Protospatharii" numite și "Analele de la Bari". Împăratul Vasile a murit la mijlocul lunii decembrie în 1025, iar noul împărat, Constantin al VIII-lea (fratele lui Vasile), a redus amploarea campaniei din Italia.
În anul 1038 strategul macedonean Giorgios Maniakis cu trupe bizantine și un detașament de varegi condus de Harald Sigurdsson debarcă în Sicilia și cuceresc Messina și Siracuza. Este posibil ca și românii balcanici să fi făcut parte din armata bizantină în acea expediție. 
Varegii și cumanii au avut un rol important în alungarea pe uzilor din teritoriile dintre Nistru și Carpați, în 1060, la sud de Dunăre în Imperiul Roman Într-o saga din secolul al XII-lea, "Miracolul  Sfântului Olaf", se pomenește despre "Blokumannaland", interpretată de Spinei ca "țara valahilor".
Lângă localitatea Nufăru (fostă Prislav, jud. Tulcea) au fost identificate ruinele unei așezări fortificate care a fost pentru scurt timp (968–971) reședința varegilor conduși de Sveinald (Sveatoslav) în Cronica lui Nestor), fiul lui Ingvar (Igor). În săpăturile arheologice de lângă Nufăru au fost găsite structuri de lemn specifice construcțiilor populațiilor nordice  Plătit de împăratul Nicefor al II-lea Focas (Nikephoros Phocas), Sveinald a adunat o armată de varegi și pecenegi în 968 și a a alungat bulgarii din zona Dobrogei de astăzi și a Dunării, reconstruind reședința de la Prislav (Preslavets). Instaurarea noului împărat la Constantinopol, Ioan Tzimiskes, a dus la ruperea învoielilor și declanșarea unui război între Imperiul Roman și varegii lui Sveinald. Varegii împreună cu cete de pecenegi luptă câțiva ani contra imperiului, dar sunt încolțiți în final în cetatea Dorostolon (astăzi Silistra). Sveinald este silit în urma unor tratative de pace să se retragă spre Kiev, abandonând și reședința de la Prislav. În anul 972 oamenii lui Sveinald au urcat cu bărcile pe Nipru, dar în dreptul unui prag au fost nevoiți să coboare din bărci și în timpul portajului au fost prinși de pecenegi și omorâți.
Vocabula "chiov" este asociată de unii cu varegii din Kiev (v. #Cuvinte care amintesc despre varegi). Lângă Brăila a existat o mică cetate numită Chiovița (sau Kiovița), menționată și în Cronica lui Nestor care datează din vremea incursiunilor varegilor  Astăzi a mai rămas în toponimia locală doar denumirea Valea Chioveanul.
Filologul Eugen Lozovan⁠(no)[traduceți] a sprijinit și ipoteza lui G. I. Brătianu, că în nordul teritoriului ce avea să devină Moldova medievală, la Șipeniț sau Onut, a existat o formațiune politică românească înainte de întemeierea Moldovei și probabil aflată sub influența varegilor. La Vasileu, in fosta țară a Onutului (azi in Ucraina), există resturile unei biserici care avea un mormânt cu o lespede a ctitorilor cu semne și rune vikinge. Sarcofagele găsite în aceeași zonă sunt ale urmașilor vikingilor creștinați și slavizați (secolul al XII-lea).

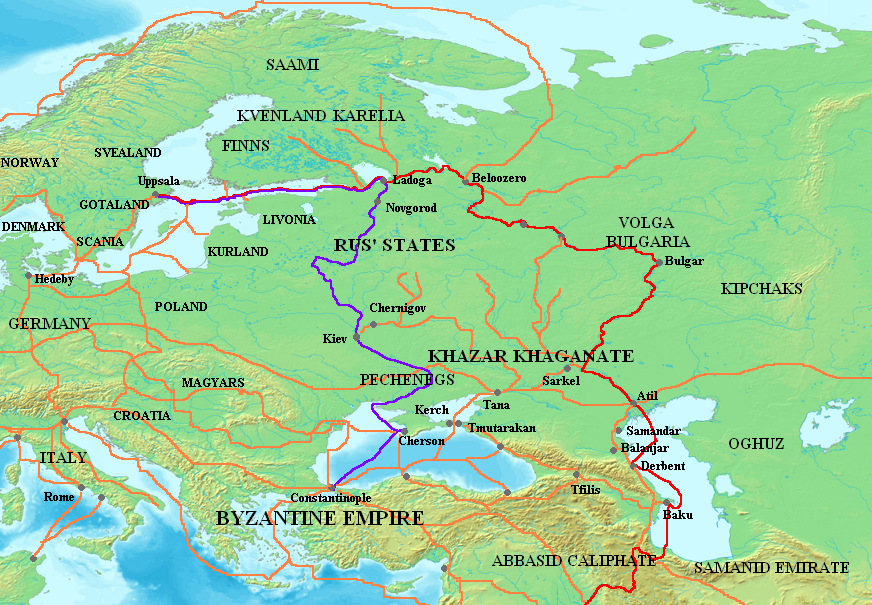
Drumul varegilor către Bizanț, cu variantele Nistru-Vistula și Nipru-Daugava. Un drum secundar era de-a lungul Prutului.

Filologul Ilie Gherghel a scris un studiu despre cuvântul "valah" și despre cartierul Blachernae din Constantinopol și a concluzionat că numele cartierului derivă de la cuvântul Vlach (scris uneori Blach or Blasi); vlahii au venit la Constantinopol din zona Dunării de Jos, mai exact din Scithia Minor (Dobrogea) aproximativ în secolul al VI-lea Gherghel a comparat datele unor istorici ca Iosif Genesios cu datele din lexiconul Suidas și a considerat că răspândirea denumirii de vlah sau valah in Europa s-a făcut de la sud la nord prin intermediul varegilor.
Săpăturile arheologice din România au scos la lumină diverse obiecte care au aparținut varegilor, in localitățile Păcuiul lui Soare, Dinogeția (Garvăn), Isaccea și Nufăru. La Păcuiul lui Soare a fost descoperit un fragment de sabie vikingă. La Muzeul de arheologie din Constanța sunt expuse trei săbii vikinge găsite în Dobrogea
Monede arabe apărute în urma comerțului varegilor cu lumea arabă  au fost descoperite lângă Nistru la Alcedar (2 monede), Echimăuți (19 dirhemi arabi din argint) dar și lângă Prut la Răducăneni (7 dirhemi arabi) și Bosia (ambele jud. Iași) 

## Cuvinte care amintesc despre varegi
De la varegi a ajuns în limba română cuvântul "târg", posibil prin intermediul slavilor. Cronica lui Nestor sau Cronica vremurilor trecute conține o listă a târgurilor din Moldova în care se remarcă Askâi Torg (Târgul Iașilor) și Romanov Torg (Târgul Roman). În limbile scandinave cuvântul există și astăzi în forma "torg". Fraenkel consideră că "torg" este un cuvânt împrumutat de varegi în urma comerțului cu Asia Centrală  Asupra etimologiei acestui cuvânt există mai multe păreri.
Cuvântul "viteaz", care aparent are o origine slavă, este considerat de mai mulți cercetători ca un cuvânt derivat din "viking". Cuvântul "chiovean" este de asemenea legat de varegii din Kiev, însemnând mai recent căruțaș, negustor  Harta numelor românești indică o frecvență mare a acestui nume (Chioveanu) in judetele din apropierea Dunării (Brăila, Ialomița) fiind posibil denumirea locală dată varegilor
Filologii Al. Philippide și E. Lozovan consideră că in limba română, cuvântul "baranga" vine din mediul bizantin și se referă la varegi. Se dau și termeni derivați în toponimia românească: Baranga, Baranca, Bărangi și Barangești.
Cuvântul Bărăgan este de asemenea un antroponim 